# Белогърла овесарка
Белогърла овесарка (Zonotrichia albicollis) е вид птица от семейство Овесаркови (Emberizidae). Видът е незастрашен от изчезване.

## Разпространение
Разпространен е в Канада, Мексико, Пуерто Рико, Сен Пиер и Микелон и САЩ.